# Julita Wójcik

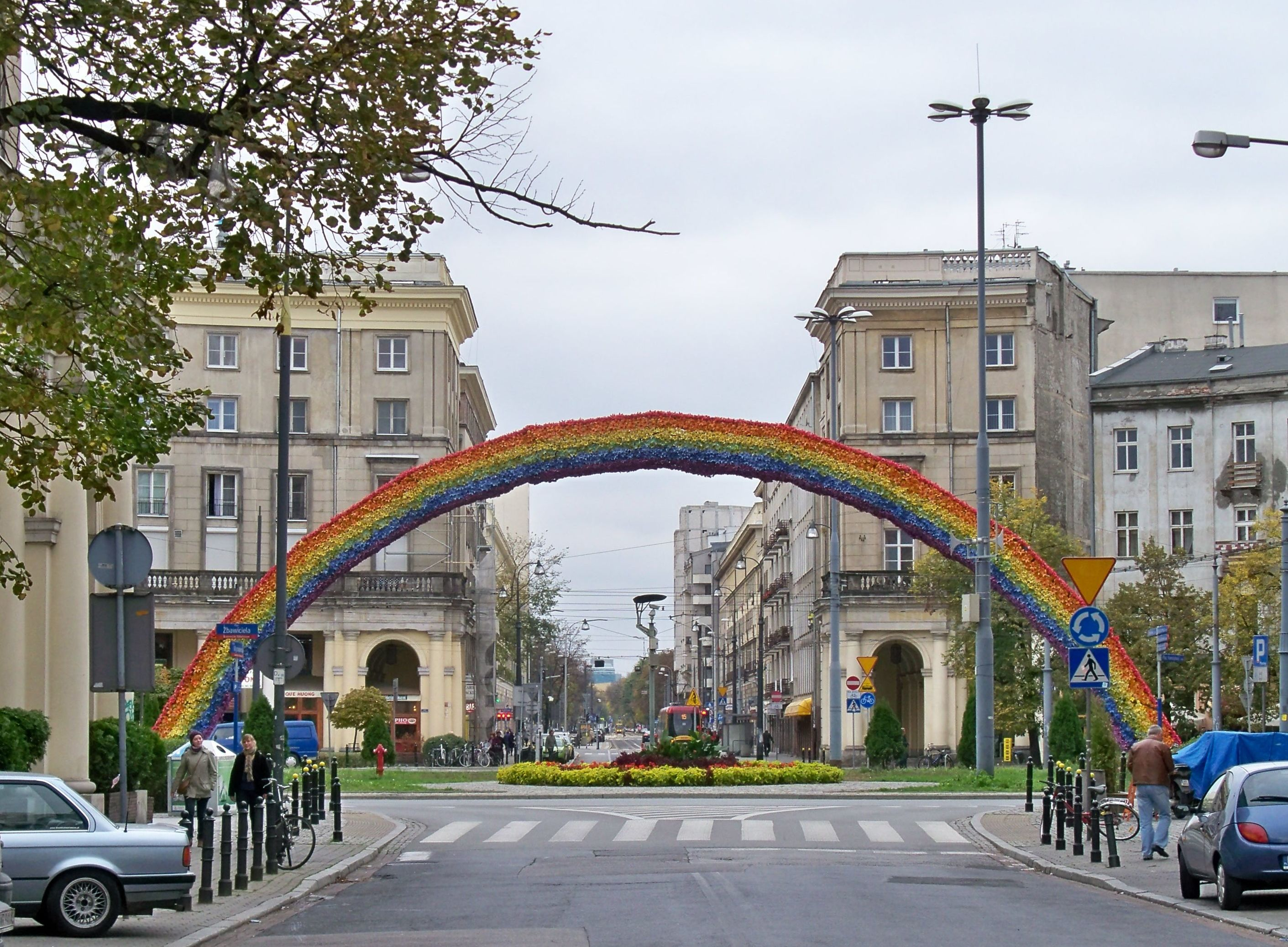
Tęcza – instalacja z plastikowych kwiatów, znajdująca się w latach 2012–2015 na placu Zbawiciela w Warszawie

Julita Wójcik (ur. 1 czerwca 1971 w Gdańsku) – polska artystka współczesna, performerka, autorka akcji artystycznych.

## Życiorys
Ukończyła Państwowe Liceum Sztuk Plastycznych w Gdyni w 1991. W latach 1991–1997 studiowała na Wydziale Rzeźby Akademii Sztuk Pięknych w Gdańsku, w pracowni prof. Franciszka Duszeńki. Dyplom obroniła w 1997. Po studiach pracowała w dziale PR Teatru Muzycznego w Gdyni.
W 2022 tygodnik „Polityka” uznał jej instalację Tęcza za jedno z dziesięciu najważniejszych dzieł sztuki ostatniego trzydziestolecia.
Mieszka i pracuje w Gdańsku, jednak w swojej twórczości niejednokrotnie odnosiła się do przestrzeni i tożsamości innych miast, np. tworząc w Brukseli i Warszawie instalację Tęcza (2011, 2012) lub w Łodzi w akcji Pozamiatać po włókniarkach (2003), w której poruszała problem przeformułowania pofabrycznych przestrzeni, w którą wpisane są historie pracownic nieistniejącego już przemysłu włókienniczego. 

## Wystawy
Wybrane wystawy i projekty indywidualne:
- 2000

„Pranie mózgu – Mózg”, Bydgoszcz
„Mój ogród”, ul. Władysława IV, Gdynia
- 2001

„Obieranie ziemniaków”, Galeria Sztuki Współczesnej Zachęta, Warszawa
„Oczko wodne”, BWA, Zielona Góra
„Akwarele”, Jezioro Ukiel, Olsztyn
- 2002

„Rewitalizacja parku Schopenhauera”, Gdańsk Orunia
„Piaskownica z widokiem”, Góra Gradowa, Gdańsk
„Cacka”, Galeria Platán, Budapeszt, Węgry
- 2003

„Tit's Bathouse”, Galeria Konstakuten, Sztokholm, Szwecja
- 2005

„Komplety”, Galeria Arsenał, Białystok
„Dokarmiaj niebieskie ptaki”, ogród Ministerstwa Kultury i Sztuki, Warszawa
„Z ziemi włoskiej do Polski i powrotem”, Instytut Polski, Rzym, Włochy
„Ćwiczenia w różach”, ogród przy ul. Sobótki, Gdańsk
- 2006

„Z nadzieją i niecierpliwością”, Galeria Kordegarda, Warszawa
„Uwaga: Akcja!”, w ramach projektu „W samym centrum uwagi”, Centrum Sztuki Współczesnej Zamek Ujazdowski, Warszawa
- 2016

„Bez widoków”, Gdańska Galeria Miejska, Gdańsk
Wybrane wystawy zbiorowe (do 2006 r.):
- 2000

„Principium”, Galeria Spiż 7, Gdańsk
„Scena 2000”, Centrum Sztuki Współczesnej Zamek Ujazdowski, Warszawa
„Warkocze”, Centrum Sztuki Współczesnej, Kraków
- 2001

„Maskarada”, Centrum Sztuki Współczesnej Inner Spaces, Poznań
„Relaks”, Galeria Arsenał, Białystok
„Pop elita”, Bunkier Sztuki, Kraków
„Poza postmodernizm”, Centrum Sztuki Współczesnej Zamek Ujazdowski, Warszawa
- 2002

Sposób na życie”, Centrum Sztuki Współczesnej „Łaźnia”, Gdańsk
„Rzeczywiście, młodzi są realistami”, Centrum Sztuki Współczesnej Zamek Ujazdowski, Warszawa
„Pomaluj swój plener”, Ponton Galerie, Hamburg, Niemcy
- 2003

„Architectures of gender”, Sculpture Center, Nowy Jork, Stany Zjednoczone
„Stockholm art fair”, Sztokholm, Szwecja
„Öffentliche rituale. Kunst / Videos aus Polen”, Museum Moderner Kunst Stiftung Ludwig, Wiedeń, Austria
„Balet żurawi”, Kolonia Artystów, Gdańsk-Stocznia
„Kobieta ma duszę”, Galeria Manhattan, Łódź
„Piętra sztuki”, Galeria Program, Warszawa
„Spojrzenia 2003”, Galeria Zachęta, Warszawa
„Spojrzenia 2003”, Galeria Arsenał, Białystok
- 2004

„Palimpsest muzeum”, Biennale Sztuki w Łodzi, Muzeum Historii Miasta Łodzi
„Dialogi Loci”, Twierdza i Stare Miasto w Kostrzynie nad Odrą
„Biały mazur”, Bunkier Sztuki, Kraków
„Nowa fabryka”, festiwal, Paryż, Francja
„Meeting point Prawie nic”, Bytom
„Krzątanie II”, BWA Awangarda, Wrocław
„Shake Gdańsk”, Centrum Sztuki Współczesnej „Łaźnia”, Gdańsk
„Far west, near east”, Kunst & Architektur, Essen, Niemcy
„Breakthrough”, Grote Kerk, Haga
- 2005

„Prague Biennale 2”, Praga, Czechy
„Beograd naked i sad”, Galerija Beograd, Belgrad, Serbia i Czarnogóra
„Egocentryczne, niemoralne, przestarzałe”, Galeria Zachęta, Warszawa
- 2006

„How to do thinges – in the middle of (no) where”, Kunstraum Kreuzberg, Berlin, Niemcy
„Sense in place”, Ryga, Łotwa
„Inhabitancy”, Motorenhalle, Drezno, Niemcy
„Powrót do ogrodu.  Rośliny i zwierzęta”,  Tielt, Belgia
„Policja” – Bunkier Sztuki, Kraków;
„Mentality”,  biennale, Łódź Art Centre, Łódź

## Nagrody i wyróżnienia
- Paszport „Polityki” za 2012 w kategorii „sztuki wizualne” (2013)[6]
- Sztorm 2012 – nagroda „Gazety Wyborczej Trójmiasto” (2013)
- nagroda kulturalna gazety „Co Jest Grane” – Wdechy 2013 (w kategorii Miejsce Roku) za pracę Tęcza (2014)
- Nagroda Prezydenta Miasta Gdańska w Dziedzinie Kultury z okazji jubileuszu 20-lecia pracy twórczej (2017)[7]